# Arno Küttel
Arno Küttel (Bremgarten, 20 de desembre de 1963) va ser un ciclista suís que combinà la carretera amb el ciclisme en pista concretament en Mig Fons.

## Palmarès en pista
- 1985
  -  Campió de Suïssa amateur de mig fons
- 1993
  -  Campió de Suïssa de mig fons
- 1995
  -  Campió d'Europa de Mig Fons

## Palmarès en ruta
- 1989
  - Vencedor d'una etapa a la Volta a Suïssa